# Стогній Володимир Сергійович
Володи́мир Сергі́йович Стогній (? — 2025) — старший лейтенант Збройних сил України, учасник російсько-української війни.

## Життєпис
Уродженець села Золота Балка. Навчався у Волинському національному університеті імені Лесі Українки на факультеті історії, політології та національної безпеки.
З 2015 року брав участь в АТО/ООС.
З початком повномасштабного російського вторгнення був командиром розвідувального взводу 60-ї окремої механізованої бригади. Брав участь у визволенні правого берега Херсонської області та в боях за Бахмут.
Також проходив службу у 82-й окремій десантно-штурмовій бригаді на посаді командира розвідувальної роти.
Восени 2024 року призначений т.в.о. командира 1-го батальйону 37-ї окремої бригади морської піхоти. Пізніше офіційно прийнятий на цю посаду.
Загинув 5 березня 2025 року.

## Нагороди
- орден Богдана Хмельницького III ступеня (14 січня 2025) — за особисту мужність, виявлену у захисті державного суверенітету та територіальної цілісності України, самовіддане виконання військового обов'язку[5].